# Лаказ-Дютье, Феликс Жозеф Анри де
Феликс Жозеф Анри де Лака́з-Дютье́ (фр. Felix-Josèphe-Henri de Lacaze-Duthiers; 15 мая 1821, Монпезат, департамент Ло и Гаронна — 21 июля 1901, Лафон, департамент Дордонь) — известный в своё время французский зоолог.

## Биография
Родился в департаменте Ло и Гаронны (Lot et Garonne); изучал в Париже медицину, в 1854 годустал профессором в Университет Лилль I (Лилль), в 1865 году в Париже работал при естественно-историческом музее, в 1868 году там же при университете. Помимо множества работ по зоологии, Лаказ-Дютье известен как основатель двух французских зоологических станций: в Роскове на берегу Бретани (1873) и в Баниульсе, на Средиземном море; в 1872 году он начал издание журнала «Archives de zoologie expérimentale et générale». Лаказ-Дютье был также учителем многих известных зоологов своего времени.
Впервые Лаказ-Дютье приобрёл известность своими работами над половыми органами насекомых «Recherches sur l’armure génitale d. insectes» («Annales d. Sciences Naturelles», 1849—1854); позднее напечатал множество работ по истории развития и анатомии полипов (сюда относится, среди прочих и «Histoire naturelle du corail», 1863), червям («Recherches sur la Bonellie», в «Annales d. Sc. Nat.», 1858), моллюскам (множество статей в «Archives de Zoologie» и «Annales d. Sc. Naturelles»), ракообразным («Histoire de Laura Gerardiae», «Archives de Z. Exp.», VII), брахиоподам, асцидиям и др. Интересна была и его работа «Mémoire sur le pourpre» («Annales des Sc. Nat.», 1859). В конце 1850-х годов он проводил исследования у берегов Алжира.